# Karl Hendriksen
Niels Pele Frederik Carl Hendriksen (auch Karl Niels Pele Frederik Hendriksen; * 27. Oktober 1869 in Qeqertarsuatsiaq; † 18. September 1928 in Qipingasoq) war ein grönländischer Landesrat.

## Leben
Karl Hendriksen war der Sohn von Just Hendriksen (1842–?) und Cathrine Else Wille (1844–?). Er war ab 1898 als Leser in kirchlichem Dienst in Qipingasoq tätig und saß in der Periode von 1923 bis 1926 in Nordgrønlands Landsråd. Er starb im Alter von 58 Jahren zwei Jahre nach Ende der Legislaturperiode an einer Grippe und Lungenentzündung.